# 浅見與七
浅見 與七（浅見 与七、あさみ よしち、明治27年（1894年）3月12日 - 昭和51年（1976年）11月6日）は、大正・昭和期の園芸学者。東京大学名誉教授。農学博士。園芸学会会長、学術会議委員などをつとめた。岐阜県恵那郡岩村町出身

## 略歴
- 明治27年(1894年)に後に帝国議会議員となった浅見與一右衛門の三男として生まれる。
- 大正7年(1949年)東京帝国大学農科大学農学科卒
- 大正12年(1954年)「日本林檎及油桃ニ就テ」で農学博士。同年東大助教授
- 昭和7年(1932年)東大教授。16年から園芸試験場長を兼任。園芸学会役員
- 昭和7年～29年（1932年～1954年）東京農工大学教授
- 昭和26年(1951年)園芸学会会長
- 昭和29年(1954年)東大名誉教授
- 日本学術会議会員、全販連顧問も務めた。

## 著書
- 日本林檎及油桃ニ就テ
- 果樹栽培汎論(全3巻)
- 重要果物原色図説
- 新撰原色果物図説
- 農業教育パンフレツト. 第9, 果樹園芸に於ける最近の諸問題
- 蔬菜品種の生態的分化に関する研究
- 園芸百科全集. 花の作り方篇第1-4
- 果樹ハダニ類の生態と防除
- 米国のリンゴ生産を語る
- 施設園芸の諸問題
- 園芸学. 1
- 果実の品質をめぐる諸問題